# 牧野浩隆
牧野 浩隆（まきの ひろたか、1940年11月 - ）は、日本の経済学者、政治家。琉球銀行に籍を置きながら、沖縄経済を研究。稲嶺恵一沖縄県知事のもとで副知事を8年間務めた。また沖縄県立博物館・美術館の初代館長を務めた。沖縄県出身。

## 経歴
1940年11月、沖縄県石垣市で生まれる。1964年大分大学経済学部を卒業。
同年、琉球銀行入行。1968年、カリフォルニア・ウェスタン大学修士課程を修了。
1984年首里支店長。
1985年調査部長。
1988年営業企画部長。
1990年取締役調査部長。
1993年取締役総合企画部長。
1995年常任監査役。
1998年沖縄県副知事
2006年副知事退任
2007年-2011年沖縄県立博物館・美術館館長。

## 著書
- 「戦後沖縄の通貨　上下」ひるぎ社
- 「再考　沖縄経済」沖縄タイムス社
- 真栄城守定 (著), 牧野浩隆 (著), 高良倉吉 (著)「沖縄の自己検証 鼎談 ~「情念」から「論理」へ ~ 」ひるぎ社